# Yūki Kodama
Ne doit pas être confondu avec Yuki Kodama.
Pour les articles homonymes, voir Kodama (homonymie) et Yuki Kodama (homonymie).
小玉 有起
Œuvres principales
Blood Lad, Demon tune
Yūki Kodama (小玉 有起, Kodama Yūki) est un mangaka japonais, né à Chiba au Japon.

## Biographie
Yūki Kodama fait ses débuts en 2008 dans le Comic BunBun avec Tenkatōitsu!! Nobunaga Blade (天下統一!! ノブナガブレード), puis avec Diesize dans le magazine Young Gangan. Entre 2009 et 2016, il publie la série Blood Lad dans le magazine Young Ace.

## Production

### Manga
- 2009 : Blood Lad, dessinateur et scénariste
- 2010 : Asoviva
- 2011 : Bloody Brat, scénariste
- 2012 : Guren Five, dessinateur[4]
- 2014 : Hamatora[5]
- 2018 : Demon Tune[6]

### Anime
- 2013 : Blood Lad, auteur
- 2014 : Hamatora, auteur, character designer
- 2014 : Re:Hamatora, dessinateur, auteur, character designer[5]